# Tayloria cuspidata
Tayloria cuspidata là một loài rêu trong họ Splachnaceae. Loài này được Hartm. mô tả khoa học đầu tiên năm 1838.